# Les Plus Grands Succès De Chic: Chic's Greatest Hits
| Recensione       | Giudizio |
| ---------------- | -------- |
| AllMusic         | [ 1 ]    |
| Robert Christgau | A-       |

Les Plus Grands Succès De Chic: Chic's Greatest Hits è la prima compilation della band statunitense Chic, pubblicato nel 1979 dall' Atlantic Records, che include le canzoni di maggior successo tratte dagli album Chic, C'est Chic e Risqué.
La raccolta ha raggiunto la posizione 88 nella US Top Chart e la posizione 30 nella Official Albums Chart.

## Tracce
Tutte le tracce, dove non specificato, sono state scritte da Bernard Edwards e Nile Rodgers.

### Lato A
1. Le Freak – 3:30
2. I Want Your Love – 3:28
3. Dance, Dance, Dance (Yowsah, Yowsah, Yowsah) – 3:40 (Bernard Edwards, Nile Rodgers, Kenny Lehman)
4. Everybody Dance – 8:25

### Lato B
1. Chic Cheer (rimpiazzata nell'edizione internazionale da My Forbidden Lover) – 4:42
2. Good Times – 8:13
3. My Feet Keep Dancing – 6:46